# 43. vojaškopolicijska brigada (ZDA)
43. vojaškopolicijska brigada je vojaškopolicijska brigada Kopenske vojske Združenih držav Amerike.